# SS-Ehrenring

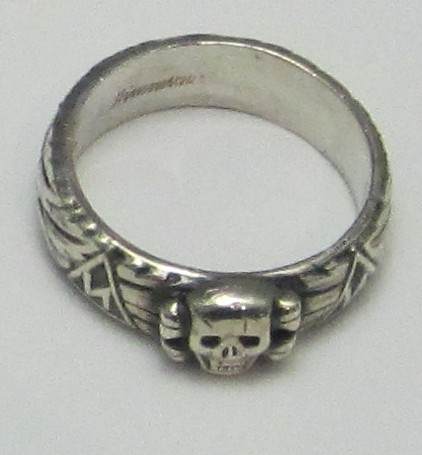
SS-Ehrenring.

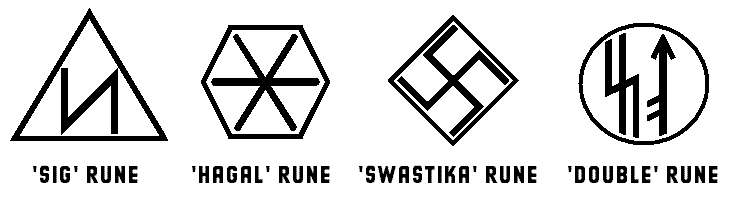
Ringens olika runor.

SS-Ehrenring, inofficiellt benämnd Totenkopfring, var en utmärkelse inom nazityska SS. Den utdelades personligen av Reichsführer-SS Heinrich Himmler. Ringen var inte någon statlig utmärkelse, utan en personlig gåva från Himmler åt SS-officerare med minst tre års klanderfri tjänstgöring.
Utmärkelsen, som infördes av Himmler den 10 april 1934, vittnade om bärarens personliga insatser för SS, hans pliktkänsla och hans lojalitet gentemot Adolf Hitler och de nationalsocialistiska idealen. Ringen var tillverkad i silver och dekorerad med en dödskalle med korslagda benknotor samt olika armanenrunor. Ringen formgavs av Karl Maria Wiligut.
Ringen presenterades ursprungligen för de allra tidigaste medlemmarna i NSDAP. Varje ring hade mottagarens namn, tilldelningsdatum samt Himmlers signatur graverade på insidan. Ringen kom med ett standardbrev och ett citat från Himmler. Mottagarens namn och tilldelningsdatum lades till i brevet. I brevet stod en text av Himmler som en ”påminnelse om att vara villig att riskera oss själva för hela livet". Ringen skulle endast bäras på vänster ringfinger. Om en SS-medlem avskedades eller avgick från sin tjänst var ringen tvungen att återlämnas.
År 1938 beordrade Himmler att alla ringar från döda SS-män och officerare skulle förvaras i en kista i Wewelsburg. Detta skulle vara ett minnesmärke för att symbolisera det fortlöpande medlemskapet av den avlidne i SS. I oktober 1944 beordrade Himmler att ytterligare tillverkning av ringen skulle stoppas. Himmler beordrade sedan att alla återstående ringar, ungefär 11 500, skulle gömmas i ett berg nära Wewelsburg. I januari 1945 hade 64 procent av de 14 500 ringar som tillverkats återlämnats till Himmler efter ringbärarnas död. Därtill hade 10 procent gått förlorade på slagfältet och 26 procent var antingen kvar hos innehavaren eller dess öde okänt.